# 勾搭文化
勾搭文化（原文：Hookup culture）是一种接受并鼓励休闲性行为的文化，其中就包括一夜情和其他相关活动，但這不意味著雙方之間就能成為情侶，有些只是性伙伴而不用維繫感情。通常美國大學和西方社會中會出現勾搭文化。許多學者通過美國大學生來研究勾搭文化，但這種文化並不局限于大学校园內。青少年和剛成年的成年人接受勾搭文化的原因各种各样。